# RPL35A
RPL35A (англ. Ribosomal protein L35a) — білок, який кодується однойменним геном, розташованим у людей на короткому плечі 3-ї хромосоми. Довжина поліпептидного ланцюга білка становить 110 амінокислот, а молекулярна маса — 12 538.
| 10         |  | 20         |  | 30         |  | 40         |  | 50         |
| ---------- |  | ---------- |  | ---------- |  | ---------- |  | ---------- |
| MSGRLWSKAI |  | FAGYKRGLRN |  | QREHTALLKI |  | EGVYARDETE |  | FYLGKRCAYV |
| YKAKNNTVTP |  | GGKPNKTRVI |  | WGKVTRAHGN |  | SGMVRAKFRS |  | NLPAKAIGHR |
| IRVMLYPSRI |  |            |  |            |  |            |  |            |

A: Аланін

C: Цистеїн

D: Аспарагінова кислота

E: Глутамінова кислота

F: Фенілаланін

G: Гліцин

H: Гістидин

I: Ізолейцин

K: Лізин

L: Лейцин

M: Метіонін

N: Аспарагін

P: Пролін

Q: Глутамін

R: Аргінін

S: Серин

T: Треонін

V: Валін

W: Триптофан

Кодований геном білок за функціями належить до рибонуклеопротеїнів, рибосомних білків.
Задіяний у такому біологічному процесі як ацетиляція.
Білок має сайт для зв'язування з РНК, тРНК.